# Цент (гроші)
Цент (від лат. centum — сто) — похідна грошова одиниця та розмінна монета вартістю в одну соту базової валюти 55 країн.

## Етимологія
Слово «цент» походить від латинського centum («сто»). У низці випадків може мати локальні назви: сен, сеніті, сенте, сенті, сін тощо. У Сомалі розмінна монета офіційно називається: англійською мовою — цент, італійською — чентезимо, арабською та сомалійською — сенті.
Скорочується як c (у більшості країн від англ. cent), ct (наприклад, у Литві від лит. centas) або s (наприклад, в Естонії від ест. sent). У багатьох країнах, що використовують цент, для його позначення також використовується символ ¢, а на Тайвані і в Гонконзі — ієрогліфи (відповідно, 分 і 仙).
Розмінна грошова одиниця Єврозони має назву «євроцент». Єдина держава, де для загальноєвропейських монет збереглася традиційна назва, — Греція. Тут, як і в часи обігу драхми, похідна грошова одиниця офіційно називається лептою (грец. Λεπτόν від дав.-гр. λεπτος, що дослівно означає «без шкірки», тобто «маленький», «тонкий»).
У Гонконгу та Макао одна сота базової валюти позначається ієрогліфом 仙, який читається як «сін» (англ. sin) — запозичення слова «цент» з англійської.
У Сполучених Штатах та Канаді одноцентову монету зазвичай називають пенні (за зразком англійського пенні).
Від латинського слова centum («сто») також походять назви розмінних грошових одиниць декількох десятків англо-, франко-, італо, іспано- і португаломовних країн:
- сантим (фр. centime);
- сентаво (порт. і ісп. centavo — дослівно «одна сота»);
- сентесимо та чентезимо (ісп. і італ. centesimo від лат. centesimus — також «одна сота»);
- сентимо (порт. cêntimo, ісп. céntimo).

Запозиченням з латинської також є албанське слово qind, що означає «сто» і від якого походить назва розмінної грошової одиниці Албанії — кіндарка.
Похідним від лат. centum словом є і д.-рус. цѧта , яким називали вид дрібної монети. Нащадками цієї лексеми в сучасній українській мові є такі слова, як «цятка», «цяткувати», «цята». Реконструйоване прасл. *cęta походить прямо з латини чи через посередництво гот. kintus.
Згідно з декларацією 2 Постанови Ради Європейського союзу № 974/98 від 03.05.1998, офіційне найменування розмінної грошової одиниці євро — цент (зокрема, для використання у всіх офіційних текстах). Проте країнам-учасницям Союзу не забороняється використовувати інші, локальні найменування. Назва євроцент часто вживається для того, щоб відрізнити цю розмінну грошову одиницю від інших різновидів цента.

## Існуючі валюти, розмінними монетами яких є центи
| Розмінна грошова одиниця                                                     | Валюта     | Держава                       | Приклад                  |
| ---------------------------------------------------------------------------- | ---------- | ----------------------------- | ------------------------ |
| Аво (цент) (англ. і порт. avo, sin; кит.: 仙)                                | Патака     | Макао                         |                          |
| Євроцент\ (англ. eurocent)                                                   | Євро       | Європейський союз             |                          |
| Цент (англ. і нід. cent)                                                     | гульден    | Кюрасао                       |                          |
| Цент (англ. і нід. cent)                                                     | гульден    | Сінт-Мартен                   |                          |
| цент (англ. cent)                                                            | долар      | Австралія                     |                          |
| Цент (англ. cent)                                                            | долар      | Багамські Острови             |                          |
| Цент (англ. cent)                                                            | долар      | Барбадос                      |                          |
| Цент (англ. cent)                                                            | долар      | Беліз                         |                          |
| Цент (англ. cent)                                                            | Долар      | Британські Віргінські Острови |                          |
| Цент (сен) (англ. cent, sen)                                                 | долар      | Бруней                        |                          |
| Цент (англ. cent)                                                            | долар      | Гаяна                         |                          |
| Цент (сін) (англ. cent; кит.: 仙; піньїнь sin)                               | Долар      | Гонконг                       |                          |
| Цент (англ. cent)                                                            | долар      | Кайманові Острови             |                          |
| Цент (англ. і фр. cent)                                                      | долар      | Канада                        |                          |
| Цент (англ. cent)                                                            | Долар      | Кірибаті                      |                          |
| Цент (англ. cent)                                                            | долар      | Кокосові острови              |                          |
| Цент (англ. cent)                                                            | долар      | Острови Кука                  |                          |
| Цент (англ. cent)                                                            | долар      | Ліберія                       |                          |
| Цент (англ. cent)                                                            | Долар      | Федеративні Штати Мікронезії  |                          |
| Цент (англ. і нім. cent)                                                     | долар      | Намібія                       |                          |
| Цент (англ. cent)                                                            | Долар      | Науру                         |                          |
| Цент (англ. cent)                                                            | Долар      | Ніуе                          |                          |
| Цент (англ. cent)                                                            | Долар      | Нова Зеландія                 |                          |
| Цент (англ. cent)                                                            | Долар      | Палау                         |                          |
| Цент (англ. cent)                                                            | Долар      | Північні Маріанські Острови   |                          |
| Цент (сен) (англ. cent, sen)                                                 | Долар      | Сінгапур                      |                          |
| Цент (англ. cent)                                                            | Долар      | Соломонові Острови            |                          |
| Цент (англ. і нід. cent)                                                     | долар      | Суринам                       |                          |
| Цент (англ. cent)                                                            | долар      | США                           |                          |
| Цент (финь, фин, фен, фень) (англ. cent; кит.: 分; піньіньfen)               | долар      | Тайвань                       |                          |
| Цент (англ. cent)                                                            | долар      | Тринідад і Тобаго             |                          |
| Цент (англ. cent)                                                            | Долар      | Тувалу                        |                          |
| Цент (англ. cent)                                                            | долар      | Фіджі                         |                          |
| Цент (англ. cent)                                                            | долар      | Ямайка                        |                          |
| Цент (англ. cent)                                                            | долар      | Країни ОВКГ (OECS)            |                          |
| Цент (англ. cent)                                                            | Леоне      | Сьєрра-Леоне                  |                          |
| Цент (англ. cent)                                                            | Ліланджені | Есватіні                      |                          |
| Цент (англ. cent; лит. centas)                                               | лит        | Литва                         | Файл:1 centas (1991).jpg |
| Цент (Сенте,мн.лісенте) (англ. cent; сесотоsente, мн.lisente)                | Лоті       | Лесото                        |                          |
| Цент (англ. cent; араб. سنت)                                                 | накфа      | Еритрея                       |                          |
| Цент (сеніті) (англ. cent; тон. seniti)                                      | Паанга     | Тонга                         |                          |
| Цент (сен) (англ. cent, sen; кхмер. សេន)                                      | Рієль      | Камбоджа                      |                          |
| Цент (сен) (англ. cent, sen)                                                 | Рингіт     | Малайзія                      |                          |
| Цент (сен) (англ. cent, sen)                                                 | Рупія      | Індонезія                     |                          |
| Цент (англ. cent)                                                            | рупія      | Маврикій                      |                          |
| Цент (англ. і фр. cent)                                                      | рупія      | Сейшельські Острови           |                          |
| Цент (англ. cent)                                                            | Рупія      | Шрі-Ланка                     |                          |
| Цент (Сенте) (англ. cent; сесотоsente)                                       | Ренд       | ПАР                           |                          |
| Цент (сене) (англ. cent, sene)                                               | Тала       | Самоа                         |                          |
| Цент (англ. і нід. cent)                                                     | Флорін     | Аруба                         |                          |
| Цент (сенте) (англ. cent; суах. senti)                                       | Шилінг     | Кенія                         |                          |
| Цент (сентесимо, сенте) (англ. cent; італ. centesimo; сом. senti; араб. سنت) | шилінг     | Сомалі                        |                          |
| Цент (англ. cent; сом. senti; араб. سنت)                                     | Шилінг     | Сомаліленд                    |                          |
| Цент (Сенті) (англ. cent; суах. senti)                                       | шилінг     | Танзанія                      |                          |
| Цент (англ. cent)                                                            | шилінг     | Уганда                        |                          |

## Символцента

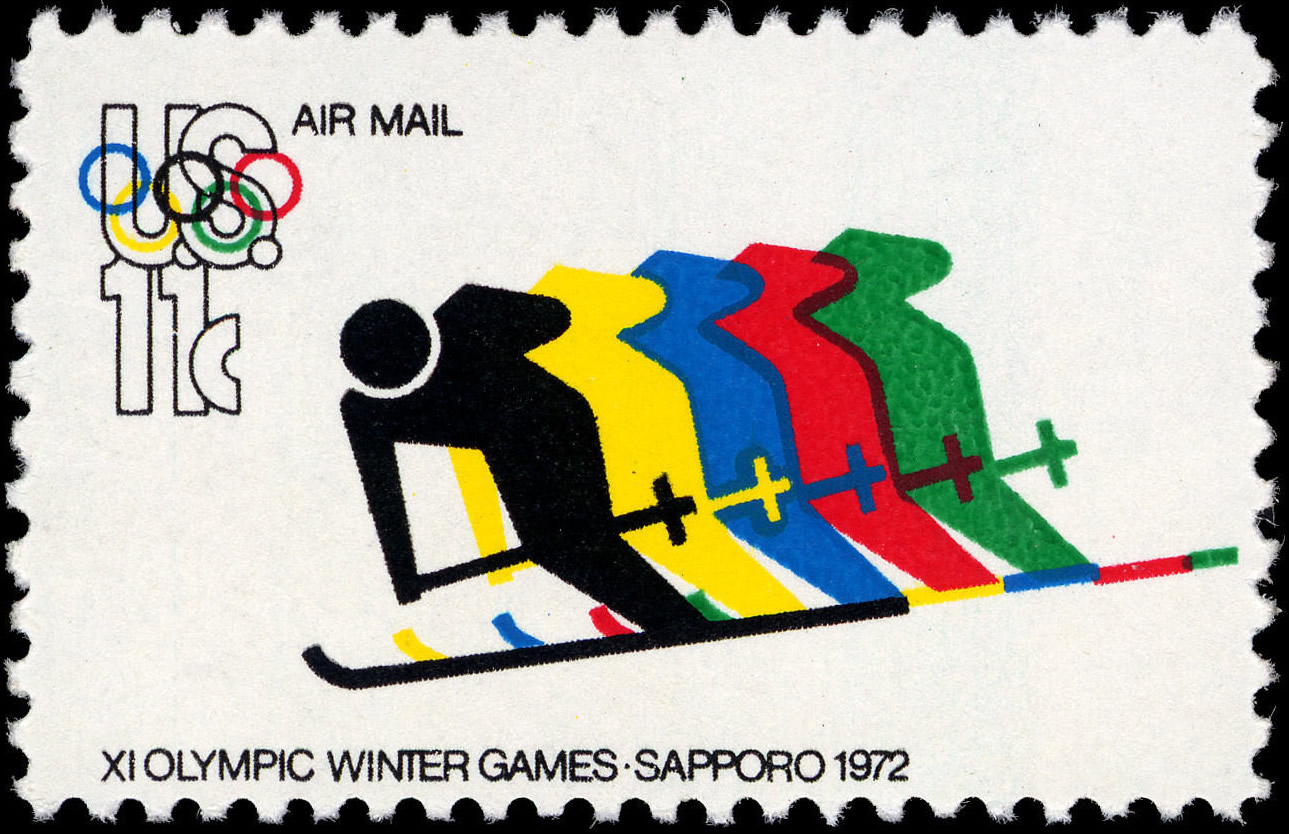
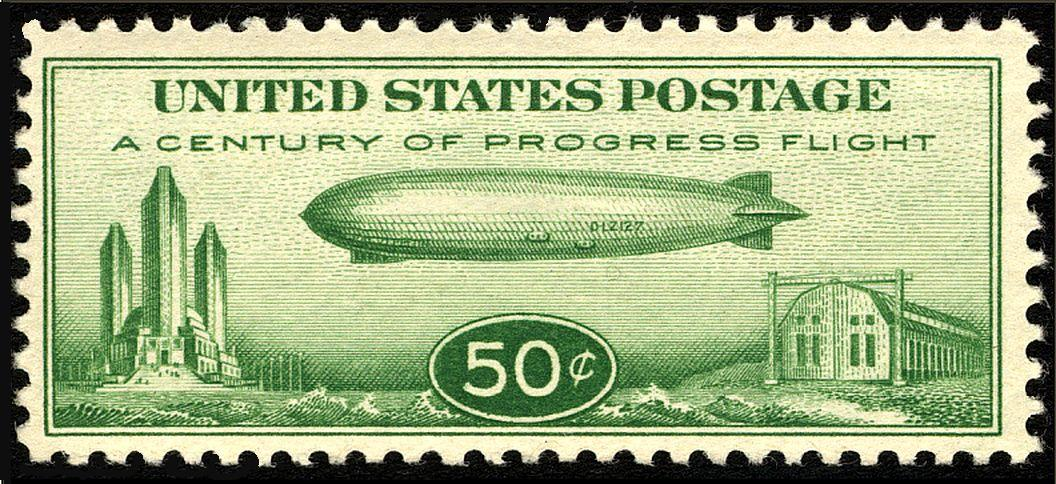
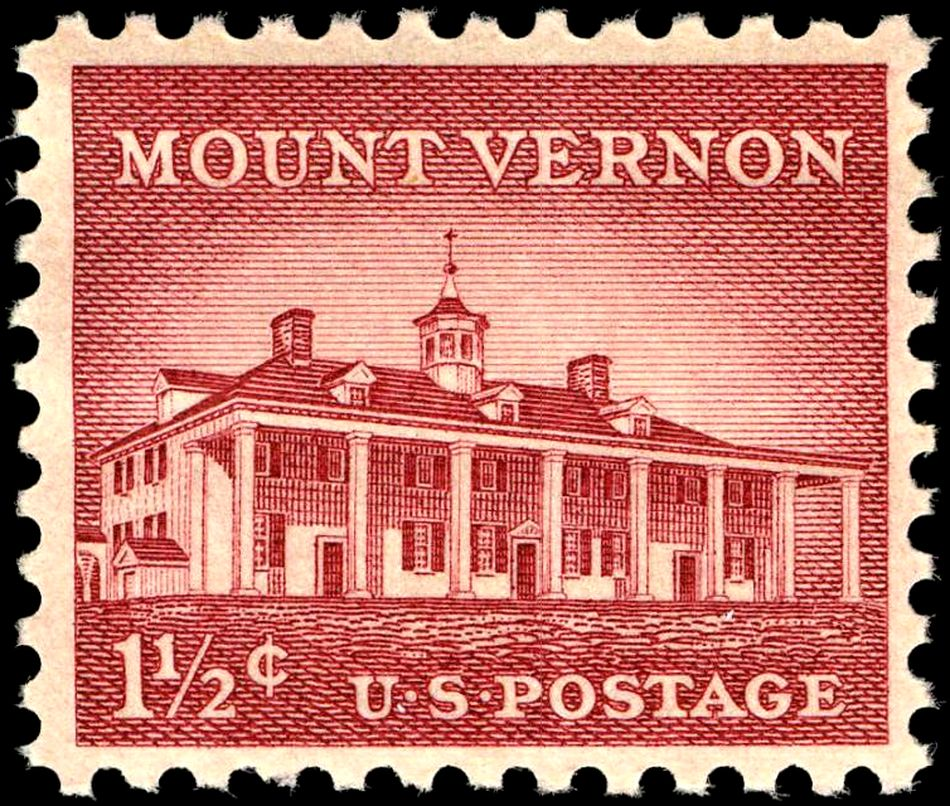
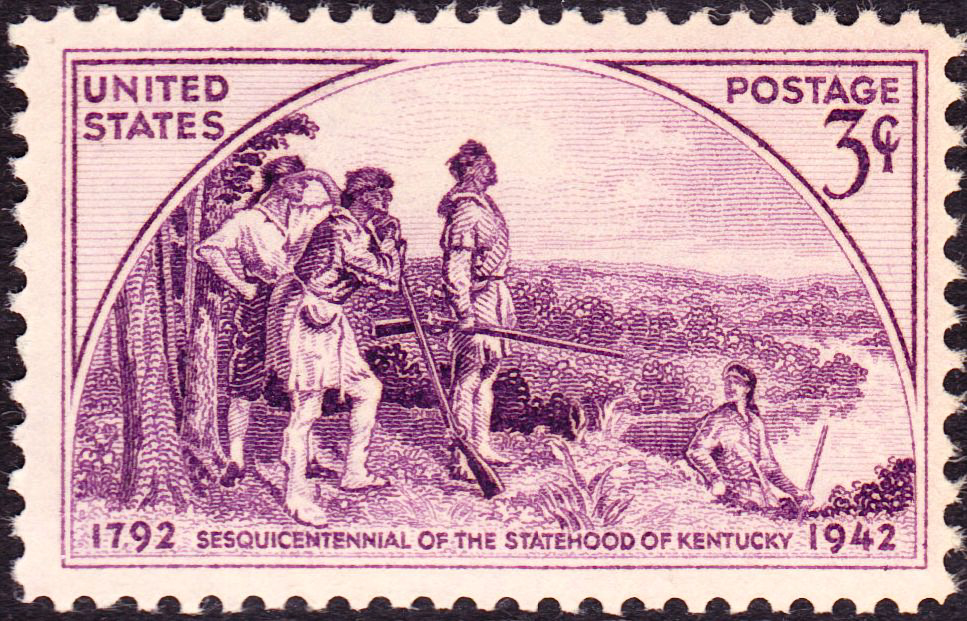
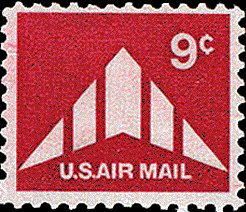

Символ цента (англ. cent) — це латинська літера c, перекреслена по вертикалі або по діагоналі (¢). Різновид знака — c без штриха або зі штрихом, який перетинає лише нижнє півколо літери. Символ використовується в багатьох країнах, де розмінною грошовою одиницею є цент або сентаво (наприклад, на Кубі та в Мексиці). Зазвичай, на відміну від символу долара $, символ центу ¢ розташований не до, а після грошового символу.

## Цікаві факти
За оцінками, в США щорічно гублять дрібняків на суму 216 млрд доларів.